# بوسون (الألب الجبلية)
بونسون، الألب الجبلية (بالفرنسية: Bonson, Alpes-Maritimes)‏ هي بلدية فرنسية تقع في إقليم الألب البحرية من منطقة بروفنس ألب كوت دازور في جنوب شرق فرنسا. تبلغ مساحة هذه المدينة 6.72 (كم²)، وترتفع عن سطح البحر 400 م، يبلغ عدد سكانها 677 نسمة حسب إحصاء المعهد الوطني للإحصاء والدراسات الاقتصادية سنة 2009 م. وترأس Jean-Marie Audoli البلدية خلال فترة (2008-2014).

## وصلات خارجية
- صفحة البلدية على موقع المعهد الوطني للإحصاء والدراسات الاقتصادية